# Dassault
A Dassault cég (kiejtése kb. „dászó”) egy francia repülőgépgyár, amely katonai és személyszállító repülőgépek gyártásával foglalkozik. A Dassault cégcsoport tagja. 1929-ben alapította Marcel Bloch, MB néven. Bloch korábban légcsavarokat gyártott. Saját tervezésű, Éclair nevű gyártmánya az első világháború alatt nagyon népszerű volt. Marcel Bloch a második világháború után változtatta a nevét Marcel Dassault-ra.
1971-ben a Breguet Aviation felvásárlásával megalakult az Avions Marcel Dassault-Breguet Aviation, amit 1990-ben átneveztek Dassault Aviation-ra.

## Gyártmányai

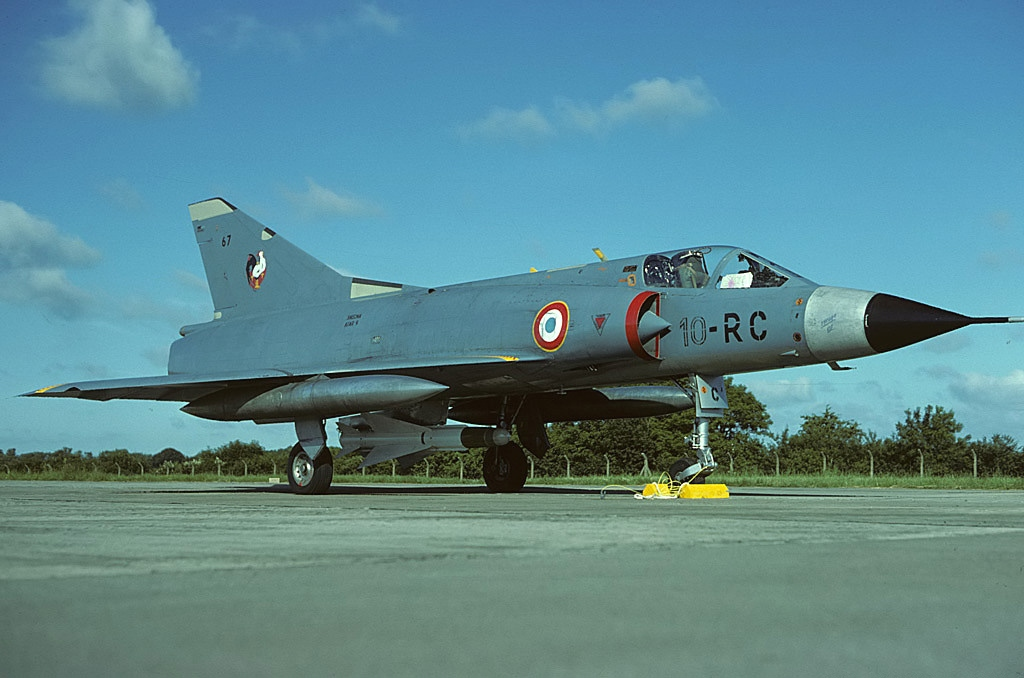
Dassault Mirage IIIC

### Katonai gyártmányok
- Jericho - ballisztikus rakéta
- Br.1150 Atlantic - tengeralattjáró-vadász repülőgép
- HU–25 Guardian - kutató mentő és felderítő repülőgép a Falcon 20 alapjain
- MD 315 Flamant - szállítógép
- MD 410 Spirale - felderítő és szállítógép
- MD 450 Ouragan - vadászbombázó repülőgép
- MD 454 Mystère IV - vadászbombázó repülőgép
- MD 452 Mystère - vadászbombázó repülőgép
- MD 117–33 - tervezett szuperszonikus elfogóvadász
- Super Mystère - vadászbombázó repülőgép
- Balzac V - VTOL függőleges felszálló demonstrációs repülőgép
- Mirage III - vadászrepülőgép
  - Mirage 5 - csapásmérő repülőgép
- Mirage III IV - kísérleti, helyből felszálló repülőgép
- Mirage IV - stratégiai bombázó repülőgép
- Mirage G - változtatható szárnyilazású demonstrációs repülőgép
- Mirage F1 - vadászbombázó repülőgép
- Mirage 2000 - vadászbombázó repülőgép
  - Mirage 4000 - nagy magasságú elfogóvadász prototípusa
- Atlantique 2 - tengeralattjáró-vadász repülőgép
- Rafale - vadászbombázó repülőgép
- Étandard vadászrepülőgépek
  - Étendard II - prototípus
  - Étendard IV - haditengerészeti csapásmérő repülőgép
  - Super Étendard - csapásmérő repülőgép
  - Étendard VI - 2 db prototípus
- Super Mystère - vadászbombázó repülőgép
- Alpha Jet - kiképző repülőgép (közös fejlesztés a német Dornier gyárral)
- SEPECAT Jaguar - csapásmérő repülőgép (közös fejlesztés a British Aircraft Corporation-nal (BAC) )

### Polgári gyártmányok
- Falcon - sugárhajtású magánrepülőgépcsalád
  - Falcon 10/100
  - Falcon 20/200 - A Falcon család alapmodellje
  - Falcon 50
  - Falcon 5X
  - Falcon 6X - Tervezett modell
  - Falcon 7X
  - Falcon 8X
  - Falcon 900
  - Falcon 2000
- Mercure

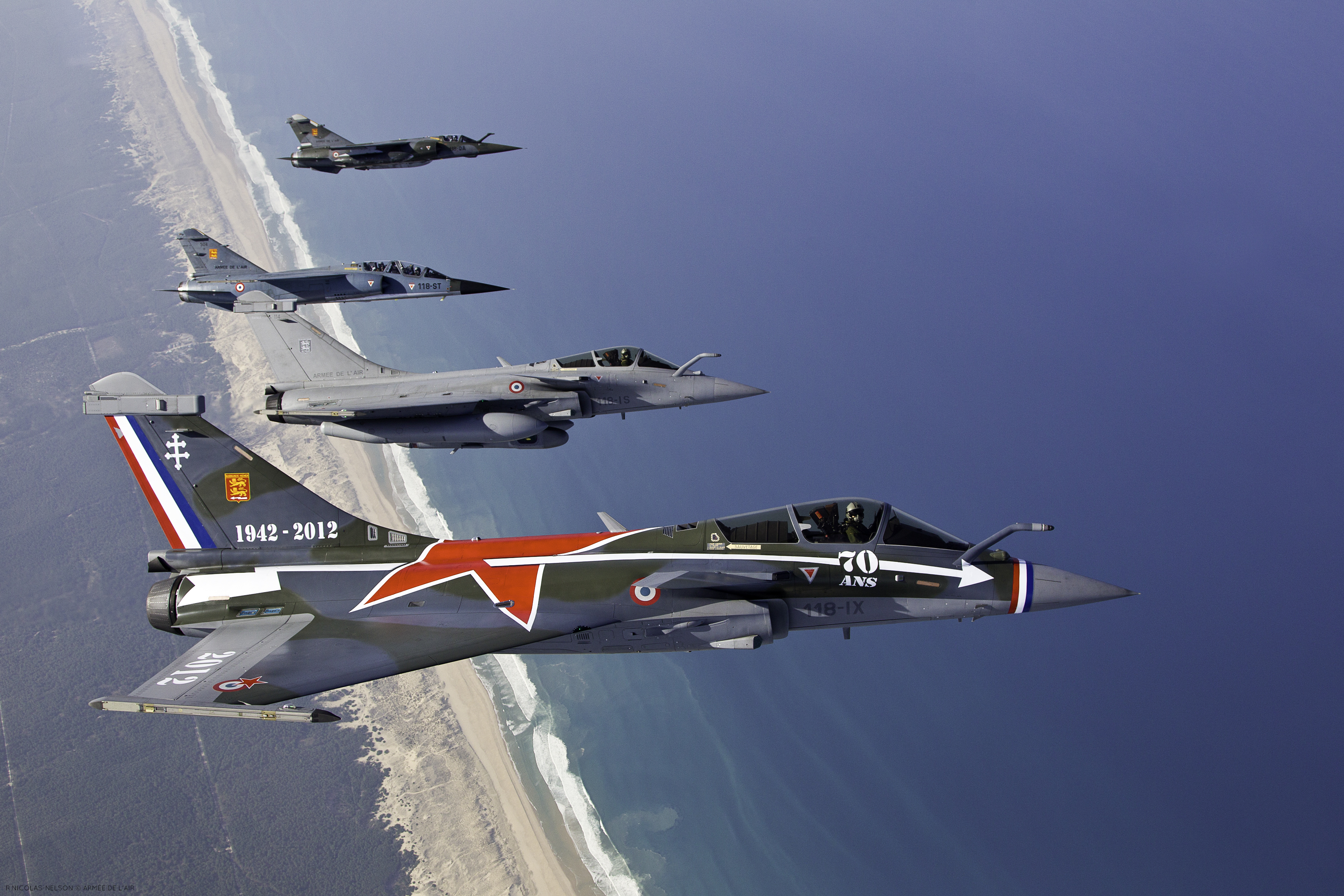
Rafale és Mirage F.1 repülőgépek kötelékben
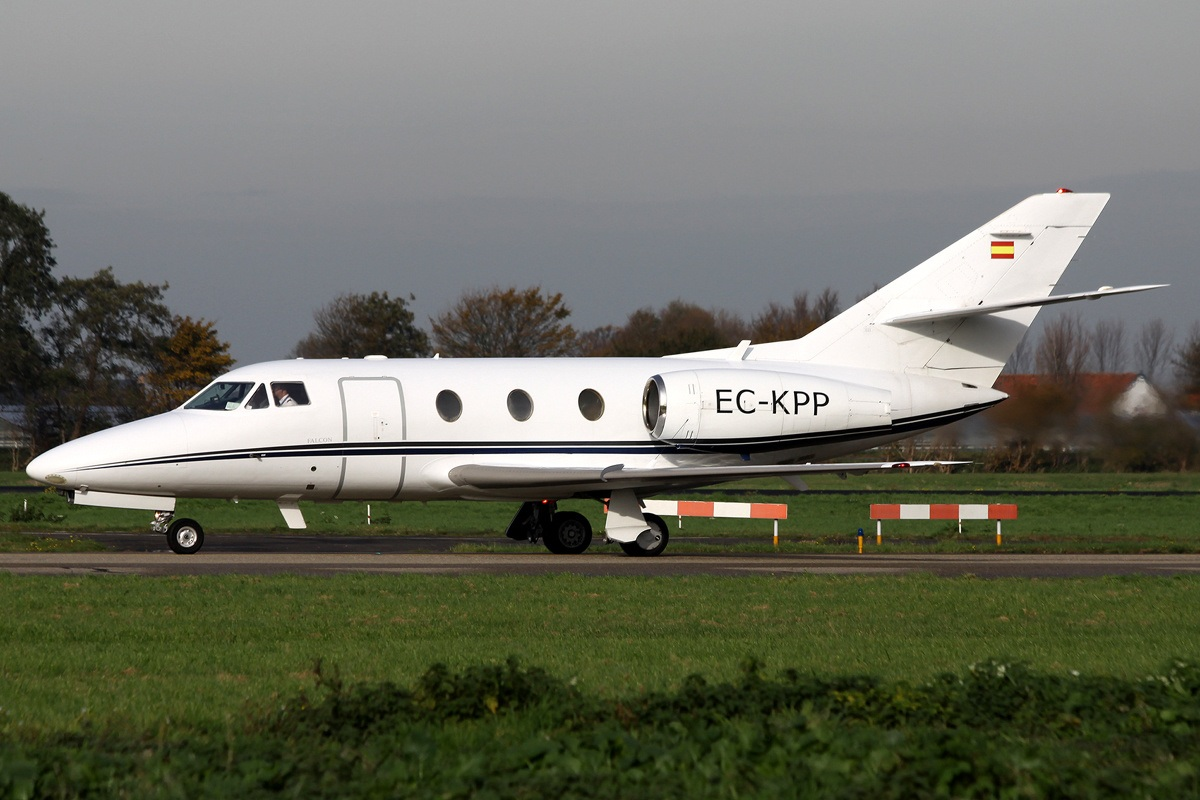
Falcon 100
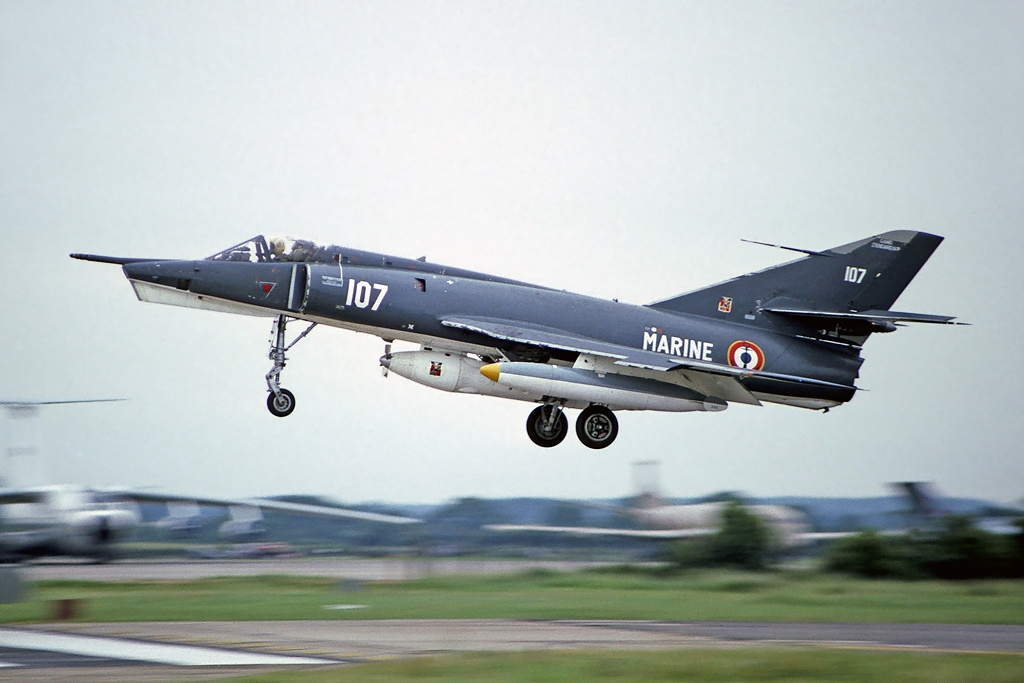
Super Etandard IVP repülőgép
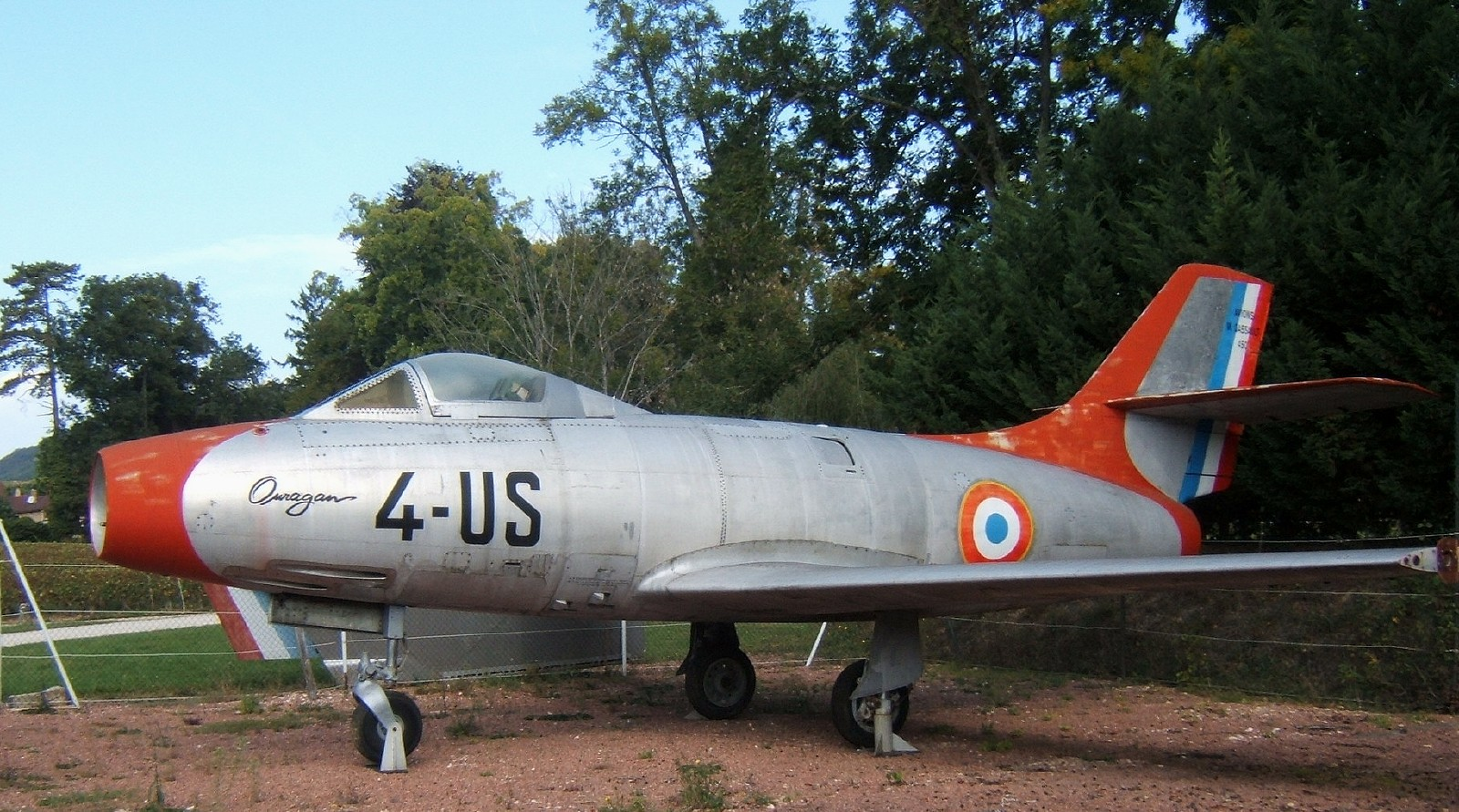
MD 450 Ouragan repülőgép kiállítva